# 清水村 (樺太廳)
清水村（日语：／ Shimizu mura */?）是日本統治下的樺太廳真岡郡的已不存在的一村。

## 關連項目
- 瀧之澤站